# Dichlortrioxid
Dichlortrioxid, Cl2O3, ist eine chemische Verbindung zwischen Chlor und Sauerstoff und das Anhydrid der Chlorigen Säure.

## Gewinnung
Das Oxid wird durch die Photolyse von Chlordioxid hergestellt.

## Eigenschaften
Das dunkelbraune Gas ist bei −75 °C metastabil und zersetzt sich langsam ab −45 °C in Chlor und Sauerstoff. Explosionsgefahr besteht bei ungefähr 0 °C.